# Assedio di Venezia (1813-1814)
L'assedio di Venezia è stato un episodio della campagna d'Italia, durante la guerra della Sesta coalizione. La città, occupata da una cospicua guarnigione francese, sotto il comando del generale Jean Mathieu Séras, fu assediata dalle forze anglo-austriache, guidate dal tenente feldmaresciallo Ignaz Peter Marchal de Perclat, che per circa sei mesi tentarono di sconfiggere i soldati napoleonici e prendere il pieno controllo del Veneto. L'assedio, che coinvolse in realtà più la laguna e le sue fortificazioni che la città stessa, ebbe inizio il 6 novembre 1813 e perdurò sino al 20 aprile 1814, quando giunse notizia della definitiva resa delle forze franco-italiane e la guarnigione capitolò, come stabilito dalla clausole della convenzione firmata tra i due eserciti nei giorni precedenti, lasciando entrare le forze anglo-austriache a Venezia.

## Contesto storico
Dopo la disastrosa conclusione della campagna di Russia, le nazioni europee, compresa la debolezza delle armate napoleoniche, si scagliarono contro il loro storico nemico nel tentativo di stroncare una volta per tutte la sua egemonia sull'Europa. Dopo mesi di battaglie, nel giugno 1813, si giunse ad un armistizio, mediato dal neutrale Impero austriaco, con il quale il ministro Metternich sperava di ottenere delle concessioni dalla Francia in cambio della pace. Così non fu: Napoleone non scese a patti con le altre potenze e la guerra ricominciò, stavolta con l'Austria stessa tra i membri della coalizione.

## Antefatti
Napoleone aveva ben compreso le intenzioni degli asburgici ed aveva preso le dovute precauzioni: aveva chiamato a sé il proprio figliastro, Eugenio di Beauharnais, e lo aveva istruito a difendere il Regno d'Italia e tutti i possedimenti francesi della penisola. Il viceré partì dalla Germania, dove stava combattendo assieme al resto della Grande Armée, e raggiunse Milano, ove raccolse un esercito di circa 50000 uomini. Completati i preparativi, partì verso il Friuli con il grosso del suo esercito, volendo bloccare i due principali accessi alla penisola dal lato austriaco, ossia la valle dell'Isonzo e la sella di Camporosso. Dopo una prima fase che sembrava favorevole, visti i risultati promettenti ottenuti dai generali Verdier e Grenier in Carinzia, la situazione peggiorò notevolmente, specialmente in Slovenia ed in Istria, dove le forze di Eugenio, costrette a difendere un fronte troppo ampio, subirono numerose sconfitte.
Dopo la notizia della pace tra Baviera ed Austria, la prima delle quali era in procinto di cambiare fazione, la situazione si fece critica per le forze napoleoniche nel nord-est della penisola: potenzialmente, le forze asburgiche e quelle bavaresi avrebbero potuto aggirarle passando per il Tirolo ed intrappolarle. Volendo evitare lo scenario a tutti i costi, Eugenio non trovò alternative se non quella di ritirarsi verso il Veneto e imbastire lì la propria linea difensiva. La posizione in cui si fermarono i napoleonici fu la linea dell'Adige: la forte posizione difensiva di Rivoli avrebbe impedito incursioni dal Tirolo mentre le fortezza di Verona e Legnago avrebbero contribuito non poco a rendere solide le difese. Verso metà ottobre, l'esercito franco-italiano partì dalle proprie posizioni di Tarvisio e Gradisca verso ovest: dopo aver sbaragliato le forze austriache a Bassano, Verona fu raggiunta il 6 novembre.

## I due schieramenti

### Le forze franco-italiane

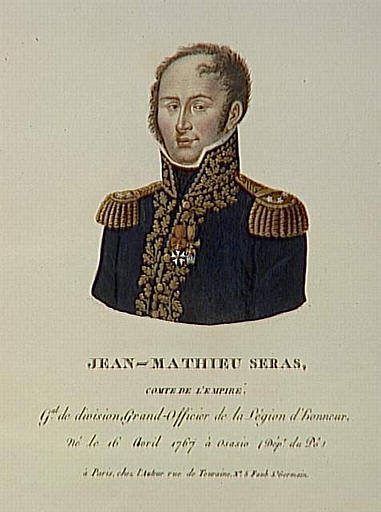
Il generale Séras, comandante di Venezia

Durante la ritirata, Eugenio aveva provveduto a lasciare alcune guarnigioni nelle fortezze più importanti del Veneto e del Friuli: aveva destinato diverse forze alla protezione delle piazzeforti di Osoppo e Palmanova nella pianura friulana mentre si era deciso anche a potenziare le difese della città di Venezia. Questi provvedimenti, già pensati e predisposti nella prima metà di ottobre, anticipando la ritirata delle forze napoleoniche, si scontrarono con la dura realtà della guerra e della costante carenza di uomini che affliggeva l'armata di Eugenio e, più in generale, tutte le altre armate francesi: i tre ulteriori battaglioni promessi a Palmanova furono assegnati alla fortezza solo quando l'esercito, ormai in ritirata, si fermò nei pressi della cittadina mentre a Venezia, dove avrebbero dovuto essere raccolti 12000 uomini, non si riuscì a raggiungere la cifra desiderata nemmeno con i rinforzi prelevati dal grosso dell'esercito. Comunque, numerosi rifornimenti erano stati stoccati in città, in modo che fosse possibile sopportare un assedio di oltre 6 mesi e numerose opere difensive erano state allestite: oltre alle opere già presenti in laguna, batterie galleggianti, lance e cannoniere erano state dislocate in tutti i canali accessibili al nemico; tutti gli accessi erano stati barricati con pali e boe galleggianti e le navi da guerra proteggevano l'accesso delle bocche di porto. In totale, oltre 330 bocche da fuoco di ogni sorta erano state sistemate.
Il governatore delle Province Illiriche, Fouché, era stato avvertito per tempo dal viceré Eugenio ed era riuscito a lasciare Venezia prima che il blocco fosse instaurato e a raggiungere Bologna. Il comando delle milizie presenti a Venezia fu quindi affidato al generale Jean Mathieu Séras: a sua disposizione aveva in totale circa 8000 uomini, dei quali oltre 2000 erano malati, invalidi o non in condizione di combattere. Dei restanti, una consistente fetta era vicina al pensionamento o non adatta al servizio di lungo termine (ossia militari isolati, privi di equipaggiamento o appena ripresi da una convalescenza). Le ultime forze destinate alla difesa di Venezia giunsero a Treviso il 1° novembre e si mossero verso Mestre solo il giorno successivo. Il 3 novembre, questa brigata fece il suo ingresso a Venezia mentre il generale Schilt, responsabile del dipartimento del Tagliamento, ritiratosi a Mestre, si diresse verso il forte di Marghera.

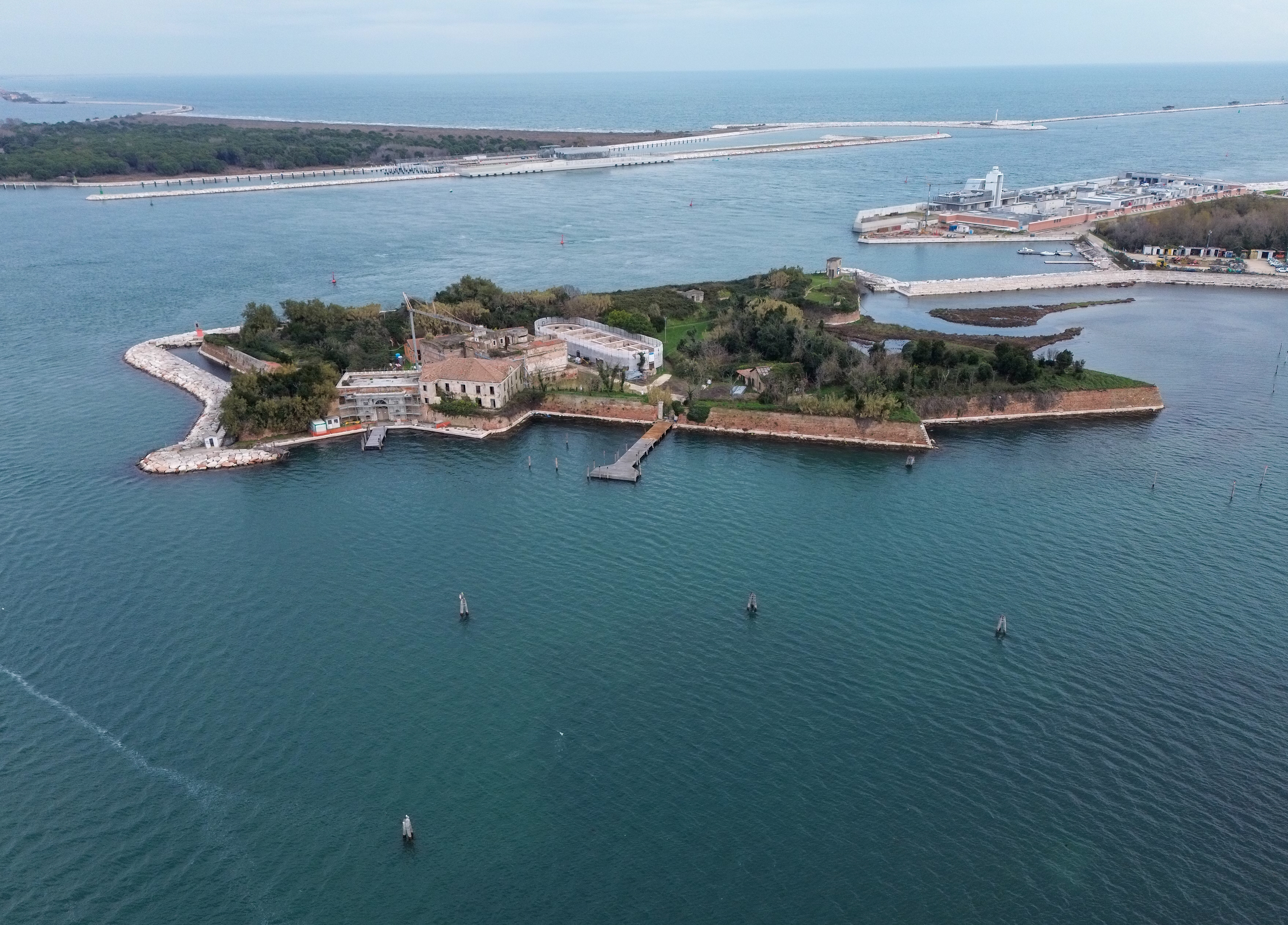
Forte San Felice, una delle fortificazioni veneziane nei pressi di Chioggia

Séras divise le sue forze in quattro distretti:
- il primo distretto, comandato dal generale di brigata Dupeyroux, si estendeva dall'Adige alla foce di Malamocco e comprendeva il forte di Cavanella, le opere di Brondolo, Chioggia, i forti di San Felice, Ca' Roman, San Pietro e il litorale di Pellestrina;
- il secondo distretto, che si estendeva dalla foce di Malamocco e del Lido, dalle isole di Sant'Erasmo e Treporti, dai villaggi di Burano, Mazzorbo e Torcello ai forti, alle ridotte e alle altre opere difensive di questi diversi punti, fu posto sotto il comando del contrammiraglio Duperré, responsabile anche della difesa marittima della laguna;
- il terzo distretto, comandato dal generale di brigata Schilt, comprendeva solo il forte di Marghera, sulla terraferma di fronte a Venezia;
- il quarto distretto, comandato dal generale di brigata Daurier, comprendeva Venezia stessa, Murano, Campalto, Carbonera, Tessèra, San Secondo, San Giorgio in Alga e Sant'Angelo.[9][14]

### Le forze della Coalizione
A mezzogiorno del 3 novembre, parte dell'avanguardia del generale Starhemberg entrò a Mestre, scambiando qualche colpo di cannone con i difensori del posto. Fu seguita il giorno successivo dalla divisione del tenente feldmaresciallo Marchal, a cui il generale von Radivojevich affidò di lì a breve il blocco di Venezia. Marchal pose il proprio quartier generale a Padova mentre von Radivojevich a Cittadella. Ufficialmente, il ruolo di comandante delle forze di assedio di Venezia venne affidato al tenente feldmaresciallo il 6 novembre, sebbene avesse già iniziato a predisporre le proprie forze nei giorni precedenti, essendo egli arrivato nei pressi della laguna già il 4 novembre.
Inizialmente Marchal disponeva delle seguenti forze:
- la brigata Rebrovich, che doveva occuparsi della zona meridionale della laguna. Il suo quartier generale era posto a Piove di Sacco. Le sue forze erano state distribuite come segue: 1 battaglione a Cavarzere e Adria, per il monitoraggio del forte di Cavanella; 1 batteria sul canale di Pontelongo; 1 battaglione con 2 cannoni a Piove di Sacco; 1 squadrone e mezzo tra Piove di Sacco e Battaglia Terme e tra Boara Pisani a Badia Polesine;
- la brigata Mayer, che si sarebbe occupata della parte centrale della laguna. Era posizionata a Mestre, dove aveva 3 battaglioni, uno squadrone di cavalleria e 1 batteria da 6 libbre.[11][18][N 3]

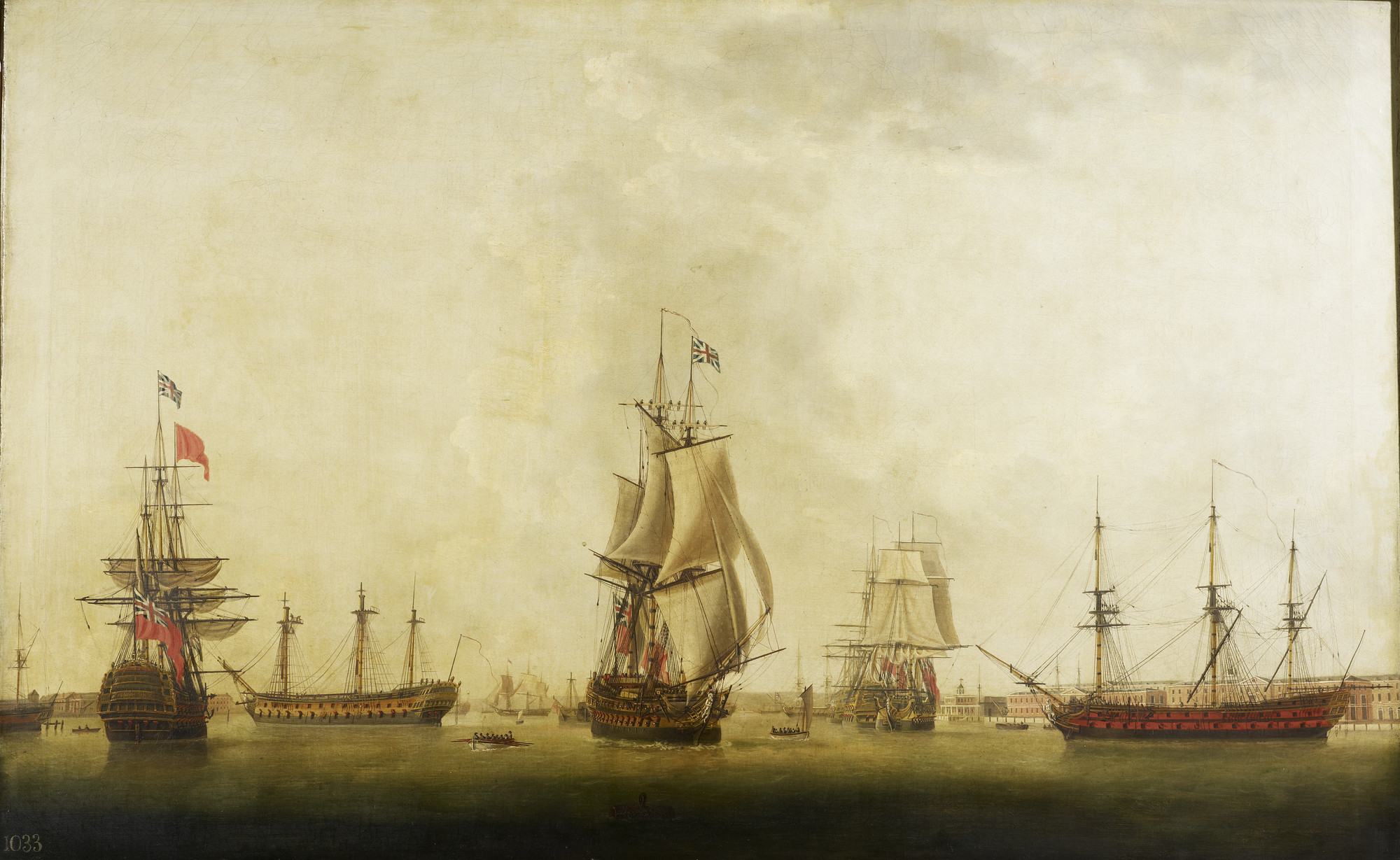
Thomas Elliot, A View of Part of the British Fleet at Portsmouth, 1792

Inoltre, la brigata Fölseis, che si occupava principalmente del blocco di Legnago, contribuì ad occupare alcune posizioni strategiche e a mantenere la comunicazione tra i vari distaccamenti. Le forze di Fölseis occuparono Bevilacqua, 3 battaglioni, 2 squadroni, ed 1 batteria da 6 libbre (nel contesto del blocco di Legnago); si posizionarono con 2 battaglioni tra Monselice ed Este in attesa dell'arrivo dei rinforzi di Nugent da Trieste mentre 2 compagnie sorvegliavano Rovigo ed un'altra Rotta Sabbadina. Lasciarono una batteria di posizione in riserva.
A ciò si aggiungeva un battaglione ed uno squadrone rimasti in riserva a Padova, pronti a supportare all'occorrenza entrambe le brigate. Ovviamente, con il trascorrere dei mesi e lo spostamento del fronte principale, le brigate a disposizione di Marchal cambiarono in numero e si aggiunsero anche altri reparti dell'esercito.
Per quanto riguardava gli inglesi, lo squadrone del viceammiraglio Fremantle avrebbe dovuto collaborare dal mare. Le forze inglesi, inizialmente divise per contribuire alla presa di tutte le altre fortezze sulla costa adriatica, come Zara o Ragusa, si andarono a concentrare verso Venezia solo in seguito. Inizialmente il loro apporto al blocco di Venezia fu piuttosto scarso, se non completamente assente nelle prime fasi dell'assedio, cosa di cui Hiller si lamentò, richiedendo una partecipazione attiva della flotta adriatica della Royal Navy.

## L'assedio

### 1813: l'accerchiamento della laguna

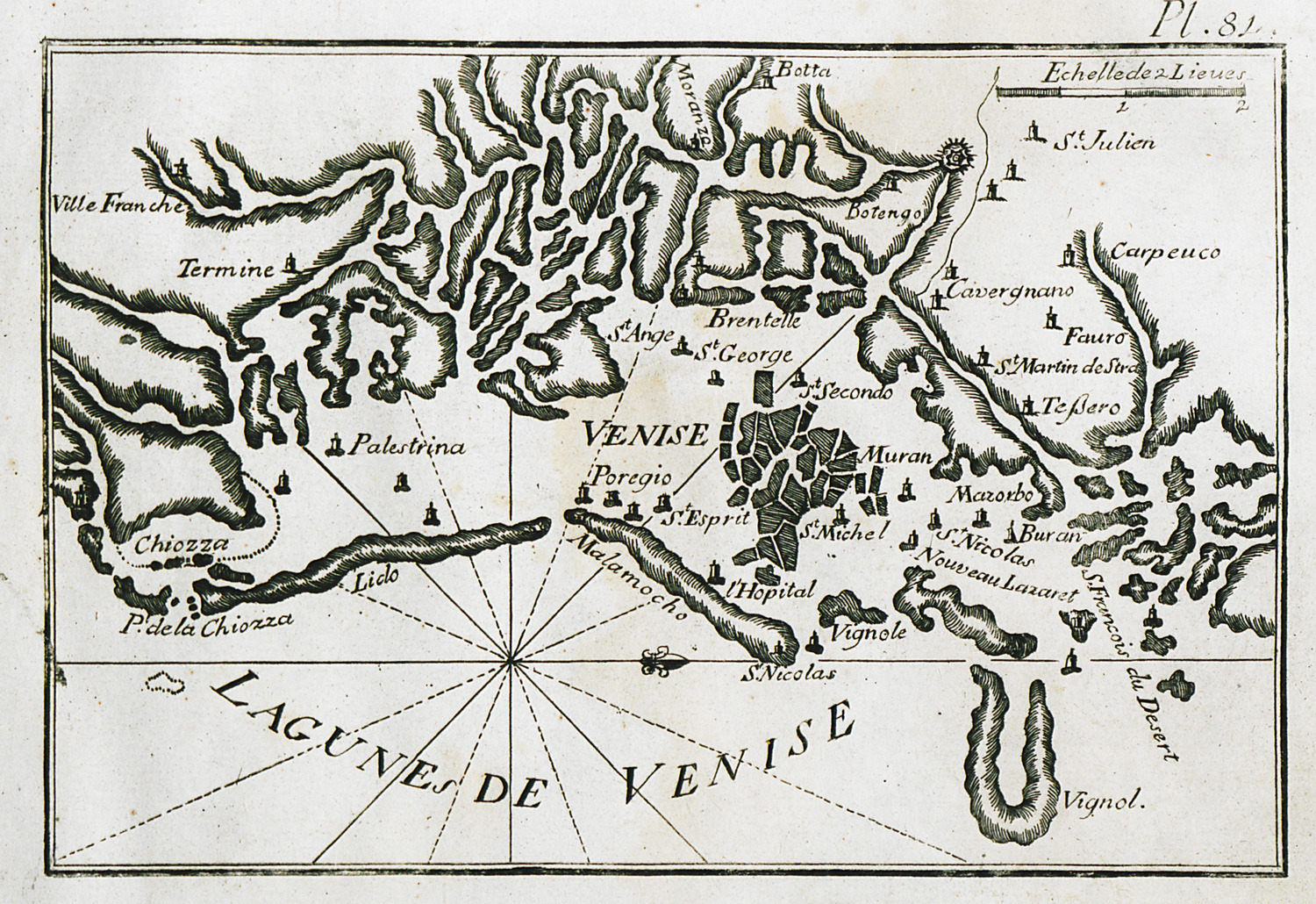
Mappa della laguna di Venezia del 1804

Sebbene le forze del generale Marchal avessero completato i loro movimenti già il 13 novembre ed occupato tutto l'entroterra circostante la laguna, seguendo gli ordini di Hiller e di Marchal, la città di Venezia non poteva ancora dirsi isolata. Non solo l'esiguo contributo della marina inglese lasciava la flotta napoleonica ancora libera di muoversi nell'altro Adriatico ma la forte presenza delle divisioni di Eugenio a sud dell'Adige, nella zona di Rovigo, a pochi chilometri da Chioggia, lasciava ancora scoperto un corridoio che permetteva alla guarnigione veneziana di comunicare con il resto dell'esercito. La parte settentrionale della laguna, invece, sarebbe a breve stata coperta da un distaccamento delle forze di Nugent, giunte via mare da Trieste con il supporto della marina inglese. Il capitano Zuccheri, al comando di una compagnia, fu istruito di raggiungere il porto di Cortellazzo sulla foce del Piave a bordo della nave Elizabeth, di catturarne il forte e di stabilire una base a Cavazuccherina, mentre il resto della flotta del vice-ammiraglio Rowley, assieme al generale Nugent, si diresse verso la Romagna e il Polesine, dove intendeva creare una testa di ponte per il resto dell'esercito. Favoriti dal vento, gli uomini di Zuccheri compirono la loro missione senza subire alcuna perdita ed il 14 novembre erano già in marcia verso il Sile.

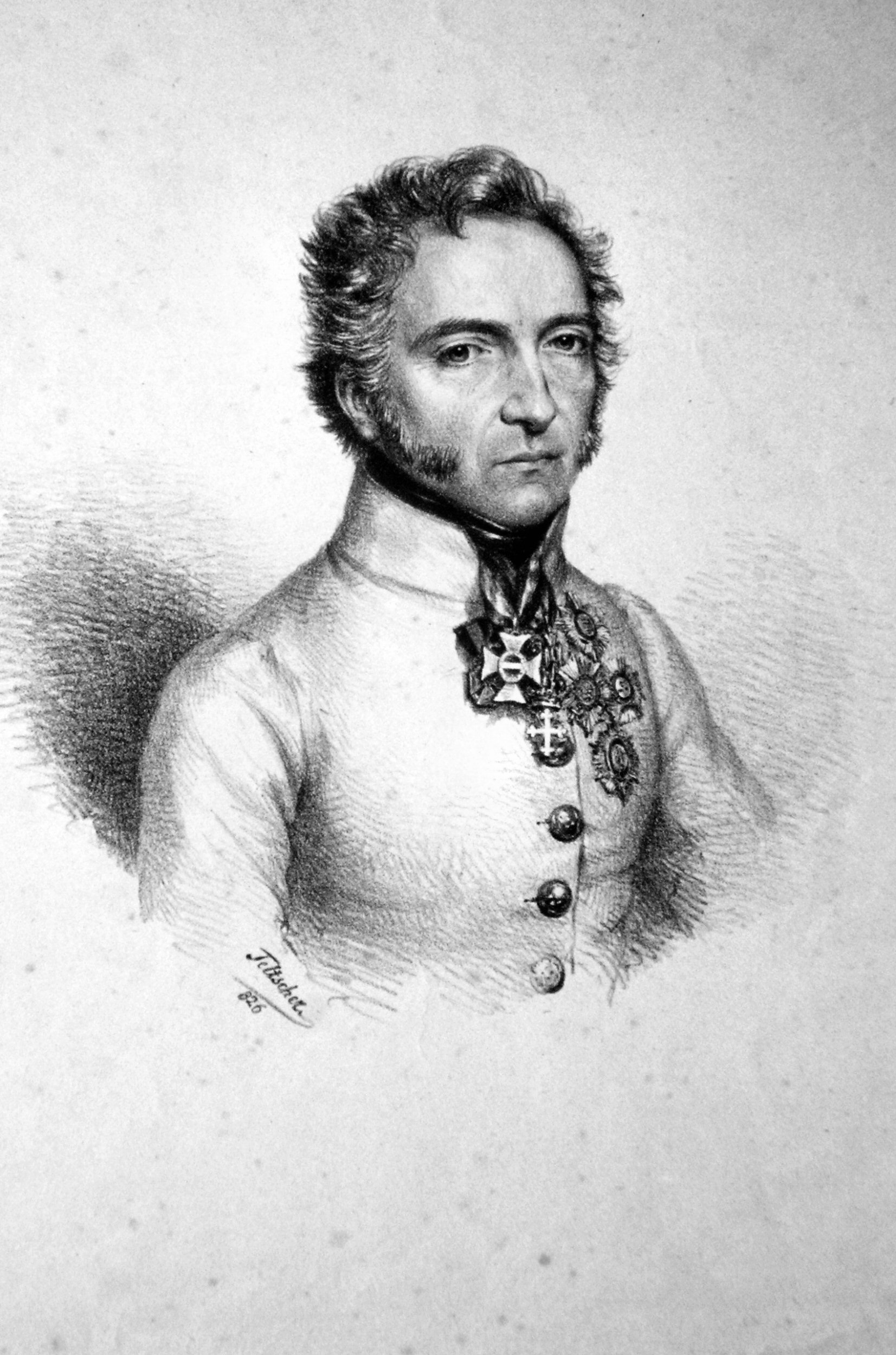
Il generale Nugent

Nel frattempo, le prime notizie sull'arrivo degli austriaci avevano già causato l'adozione di alcune misure da parte del generale Séras: in primis, il 6 novembre, ai diplomatici austriaci fu vietato di entrare in città mentre nei tre giorni successivi, dopo l'avvistamento di truppe asburgiche a Piove di Sacco, i forti di Marghera e Cavanella e la città di Chioggia furono rafforzati con un totale di 1000 uomini. La situazione, in realtà, era molto più complicata di quanto Séras potesse prevedere: le casse della città, che doveva utilizzare per pagare i soldati ed i marinai erano già in procinto di esaurirsi. I primi progressi degli austriaci non si fecero attendere. Il 15 novembre, dopo essere rimasto per alcuni giorni senza notizie dal forte di Cavallino, Séras inviò una compagnia a verificare se la ridotta fosse davvero stata catturata: gli uomini di Cavallino, dopo aver fatto una ricognizione su Cortellazzo nei giorni precedenti, furono attaccati dagli inglesi e dagli austriaci, capitolando senza nemmeno combattere. In questo caso furono le pessime condizioni metereologiche ad impedire l'arrivo tempestivo di rinforzi, che trovarono il forte già occupato dalle truppe della coalizione. In realtà, nonostante i primi incoraggianti successi e l'eccellente lavoro di Nugent nel Polesine, il Consiglio aulico, in particolare il generale Bellegarde, era insoddisfatto e premeva sul generale Hiller per ottenere rapidamente una capitolazione: vista la sua importanza commerciale, temevano che Venezia potesse finire nella mani degli inglesi.
In breve tempo, il problema principale per la guarnigione di Venezia divennero le forze di Nugent: il generale austriaco, che era riuscito a conquistare diverse posizioni importanti tra le foci del Po e dell'Adige stava rapidamente chiudendo il corridoio che da Cavanella raggiungeva Chioggia e che permetteva al viceré di inviare dei messaggi a Séras tramite Legnago. Con la città oramai quasi interamente circondata sia via terra sia via mare, l'unico modo per mantenere i contatti con la città lagunare era mantenere aperta questa via di comunicazione. Le ulteriori dimostrazioni di Starhemberg verso Boara e Rovigo convinsero Eugenio che gli austriaci stavano concretamente tentando di impadronirsi della zona, tagliando le comunicazioni dei franco-italiani tra Legnago e Venezia ed aprendo contemporaneamente quelle austriache con Nugent, fino a quel momento rimasto separato dall'altro lato del Po. Nel tentativo di impedire che ciò accadesse, Eugenio inviò l'intera divisione Marcognet a proteggere il basso Adige. Nonostante per un breve periodo l'invio della divisione Marcognet fosse stato un deterrente sufficiente, la situazione non restò immutata a lungo: nei primi giorni di dicembre le forze al comando di Marchal attaccarono due volte il basso Adige. Vennero respinti il 3 dicembre a Rovigo ma trovarono la vittoria a Boara Pisani, costringendo i francesi di Marcognet a ritirarsi a Castagnaro. Il successo austriaco portò rapidamente all'occupazione della zona, definitivamente troncando i collegamenti tra Eugenio e Venezia e permettendo a Nugent di venire finalmente a contatto con il resto dell'esercito austriaco.
La situazione di Venezia continuava a peggiorare: la propaganda della coalizione attecchì e le diserzioni dei soldati italiani, spesso provenienti da territori sotto il saldo controllo austriaco, iniziarono a farsi sentire. Inoltre, dopo le recenti vittorie austriache, la morsa delle forze delle forze asburgiche su Venezia si rafforzò a tal punto che non fu più possibile comunicare con la terraferma. Nella parte settentrionale della laguna, a Treporti, le forze della coalizione tentarono due sortite il 2 ed il 14 dicembre, venendo respinte in entrambe le occasioni. Il 12 dicembre, Dupeyroux tentò una sortita, guidando un centinaio di uomini assieme al tenente Saint-Priest contro la postazione nemica di Conche: l'operazione fallì e si registrò la perdita dell'alfiere D'Heureux, ferito mortalmente. Più successo ebbe una sortita da parte della guarnigione di Cavanella, nella quale furono catturati 8 uomini ed un ufficiale. Gli uomini di Rebrovich, inoltre, occuparono la Torre delle Bebbe, di fronte alla posizione dei francesi a Brondolo, non lontano da Chioggia.

### 1814: i lenti progressi della Coalizione

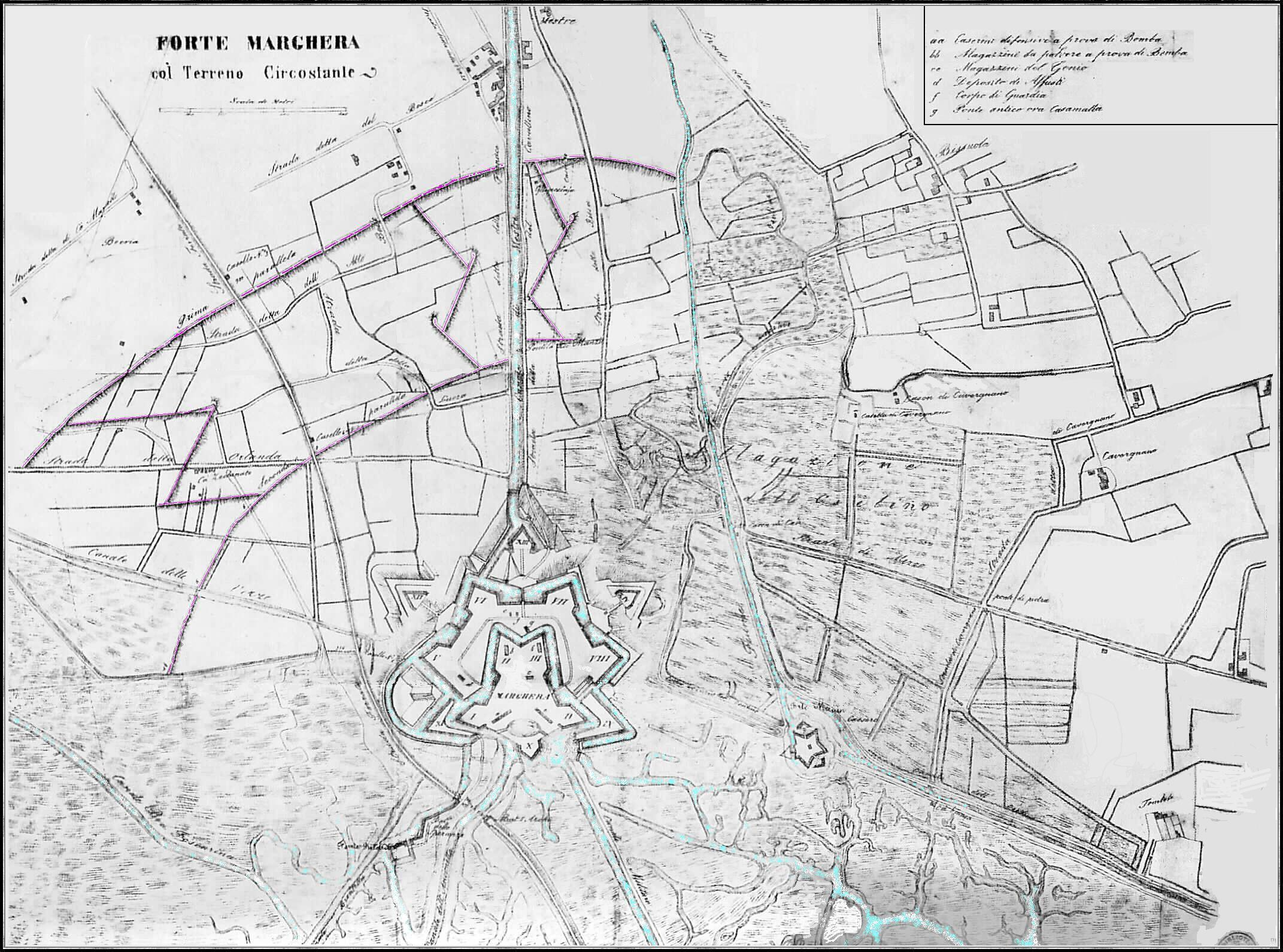
Pianta del Forte Marghera

L'annata del 1814 si aprì con delle incoraggianti notizie per i francesi: il 6 gennaio alcune trincee nemiche presso Treporti furono distrutte e il 7 gennaio una sortita della guarnigione di Cavanella fu positiva, riuscendo ad allargare la linea del blocco. Invece, Dupeyroux fallì nel suo tentativo di scacciare gli austriaci da Torre delle Bebbe, nonostante avesse attaccato la posizione con oltre 500 uomini e 4 cannoniere. Altre cattive notizie giunsero via mare: il 17 gennaio una parte delle forze del generale Csivich, che stavano assediando Palmanova, si diressero temporaneamente contro Grado, attaccando la guarnigione lì presente. I difensori del fortino, rimasti privi di viveri, si imbarcarono quella notte stessa, abbandonando la fortezza, e giunsero a Venezia due giorni dopo. Più fortunata fu la sortita di Schilt a Marghera: dopo aver cacciato il nemico da alcune trincee, il generale riuscì a catturare una cinquantina di buoi e a portarli all'interno della fortezza. Sempre a riguardo della situazione delle scorte della città, durante il corso di tutto il mese di gennaio, diverse navi italiane e francesi, contenenti carichi di grano e provviste, attraccarono a Venezia.
Il 1° febbraio, invece, la flottiglia italiana di Ancona fu raggiunse e si fermò a Venezia: il generale Barbou, responsabile della fortezza di Ancona, riconobbe che la propria situazione fosse insostenibile e prese la decisione di non compromettere la flotta, allontanandola dalla città marchigiana. Pochi giorni dopo, Dupeyroux tentò per l'ennesima volta una sortita contro i trinceramenti nemici, venendo nuovamente respinto. Allo stesso tempo, le forze dispiegate contro Cavanella furono aumentate ma non ci furono scontri tra le due parti. Verso la fine del mese, numerosi manifesti furono affissi dalle forze coalizzate, annunciando i recenti disastri delle forze del viceré e promettendo il ritorno al precedente regime. La propaganda ebbe un notevole effetto sui soldati italiani, le cui diserzioni aumentarono considerevolmente in questo periodo. Le forze del generale Séras, già assottigliate dalle malattie che si stavano diffondendo tra i suoi uomini, si ridussero a tal punto che ritenne imprudente permettere altre sortite e si decise ad adottare un approccio molto più difensivo, limitandosi a cercare di mantenere il possesso delle posizione che i suoi soldati stavano occupando da mesi. Inoltre, tra i ceti più bassi della popolazione emersero i primi segnali dell'avvicinarsi di una rivolta ma il comandante riuscì rapidamente a placare gli animi della popolazione cittadina agendo con fermezza e punendo pubblicamente alcuni dei ribelli.

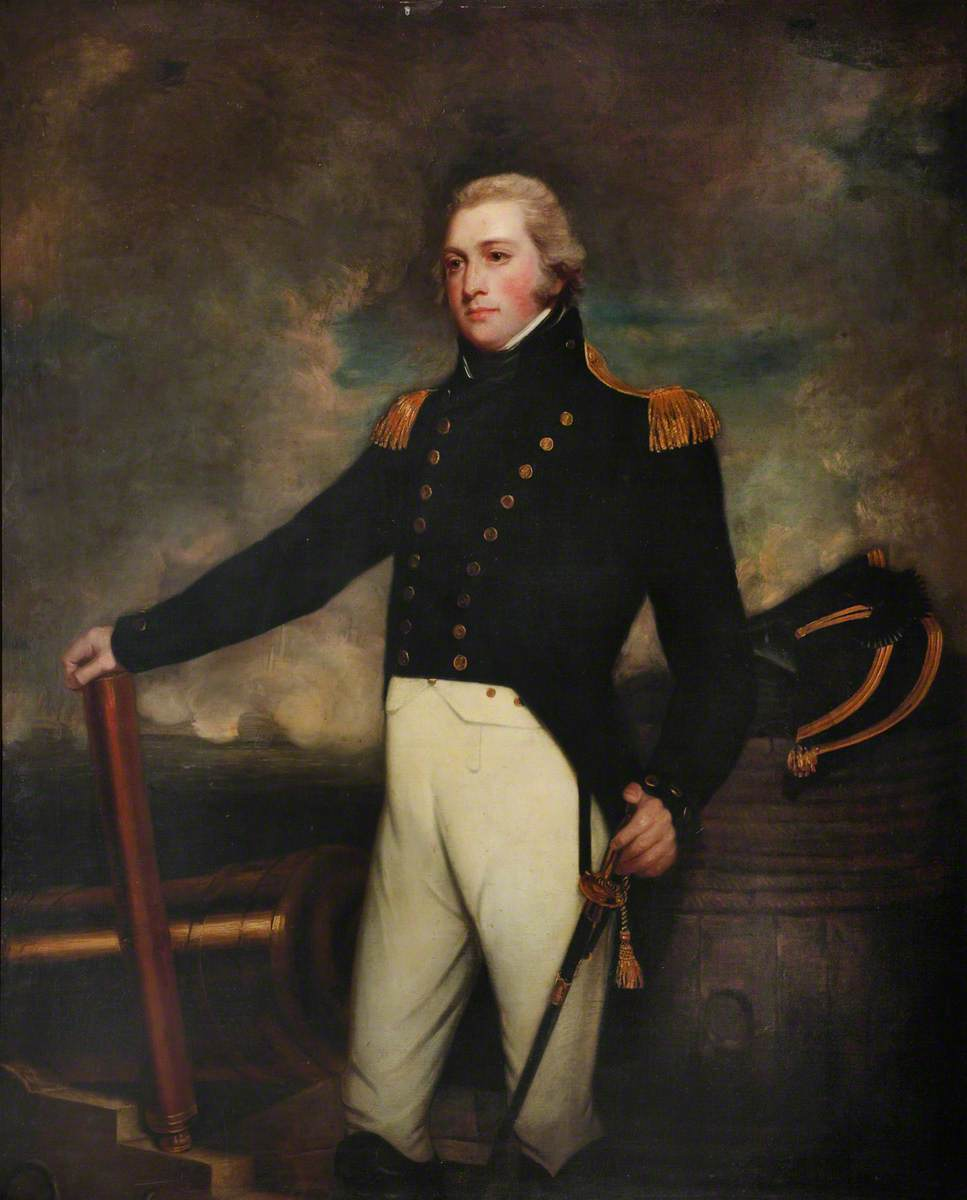
Il contrammiraglio Gore

Dopo un mese di febbraio relativamente tranquillo, a marzo gli alleati tentarono di attaccare nuovamente le fortezze difese dai franco-italiani. Due tentativi furono effettuato contro il forte di Cavanella l'8 ed il 13 marzo: 800 austriaci con 5 cannoni furono respinti due volte dalla guarnigione a protezione del forte. Un terzo tentativo effettuato il 21 marzo contro lo stesso forte fallì nuovamente. Anche il forte di Cavallino fu attaccato e fu abilmente difeso dai franco-italiani il 19 marzo: gli austriaci furono respinti e il blocco a cui era sottoposta la fortezza fu leggermente allentato. Séras, tuttavia, intuì che gli sforzi del nemico su Cavanella non si sarebbero fermati, anzi, che il generale Marchal sarebbe nuovamente andato all'attacco: essendo la fortezza troppo lontana dalle altre postazioni alleate per essere sostenuta in caso di attacco, Séras fece spostare l'artiglieria e le munizioni da Cavanella a Chioggia nella notte tra il 22 ed il 23 maggio, eludendo gli austriaci posizionati di fronte a Brondolo. Ben presto, le previsioni del comandante si rivelarono corrette: Marchal aveva ordinato alla brigata di Pulszky, divisasi tra la torre di Bebbe e la foce dell'Adige, di concentrarsi ed attaccare il forte di Sant'Anna. Nonostante la strenua resistenza dei difensori, il forte cadde. A questo punto, le forze di Cavanella, rimaste del tutto isolate, decisero di abbandonare la fortezza e dirigersi verso Chioggia, facendosi strada tra gli austriaci con le baionette: nonostante la superiorità numerica, gli austriaci furono costretti a lasciarli passare. Pulszky, in seguito, si stabilì a Fossone, di fronte a Brondolo.
Il 1º aprile, la postazione di due cannonieri di imbarcazioni, che si trovava ad nel canale delle Tresse , dopo essere stata attaccata da 300 uomini con tre cannoni, fu costretta a ritirarsi durante i combattimenti. Pochi giorni più tardi, il 6 aprile, Dupeyroux, vedendosi pressato più da vicino, temette che le due fregate italiane, la Principessa di Bologna e la Piave, che si trovavano nel porto di Chioggia, si sarebbero presto trovate in pericolo ed avrebbero potuto essere catturate dagli inglesi. Approfittando della temporanea distanza della flotta inglese, le rimandò a Venezia, dove andarono a posizionarsi all'imbocco del Canale di San Marco, posizionandosi accanto alle navi Castiglione, Regenerateur e Saint-Bernard. Gli inglesi rafforzarono quindi il blocco marittimo di Venezia, portando in questo luogo i tre vascelli, Aigle, Lizard e Terrible, e diverse navi leggere al comando del contrammiraglio John Gore.

## La fine dell'assedio e le conseguenze
Il 16 aprile, le due parti in guerra firmarono una convenzione per cessare le ostilità: i territori saldamente in mano napoleonica sarebbero rimasti sotto il governo di Eugenio mentre tutto il resto sarebbe stato affidato al governo austriaco. Le poche fortezze ancora occupate dai francesi e non ancora capitolate, ossia Palmanova, Osoppo, Legnago e Venezia, si sarebbero dovute arrendere ed avrebbero dovuto evacuare tutti i soldati francesi presenti mentre gli italiani si sarebbero consegnati agli austriaci.
Già dal 12 aprile, i cannoni delle navi inglesi sparavano a salve, festeggiando la resa della Francia. Il 16 aprile il contrammiraglio Gore inviò un diplomatico a trattare la resa di Venezia e a portare la notizia della resa di Parigi ma questo fu rimandato al mittente dall'ammiraglio Duperré. La comunicazione effettiva della resa giunse solo il 19 aprile: il giorno seguente, alle navi inglesi fu concesso il passaggio e queste entrarono in laguna. Poiché l'atto originale della convenzione non specificava le sorti della flotta militare presente a Venezia, si venne a creare una contesa tra francesi, inglesi ad austriaci: la risoluzione, giunta con una nota il 22 aprile stabilì che tutte le navi catturate fossero da considerarsi come in possesso degli austriaci. La popolazione cittadina, stanca della guerra e del dominio francese, inizialmente si schierò molto apertamente in favore dei nuovi occupanti, acclamando l'imperatore d'Austria Francesco e organizzando diverse processioni in onore degli austriaci entrati in città.
Nonostante le promesse di un ritorno al regime precedente, la Repubblica di Venezia non fu restaurata: i possedimenti della Serenissima furono inglobati in un nuovo regno, governato dall'imperatore d'Austria, con capitale Milano. Venezia sarebbe rimasta austriaca per altri 50 anni.